# Michał Śliwiński
Michał Śliwiński (även ukrainska: Михайло Сливинський: Mychajlo Slyvynskyj samt ryska: Михаил  Сливиньский: Michail Slivinskij), född den 5 februari 1970 i byn Dobrotvor i Kamjanka-Buzka rajon i Lvov oblast i Ukrainska SSR i Sovjetunionen (nu Dobrotvir i Lviv oblast i Ukraina), är en före detta sovjetisk, sen ukrainsk och därefter polsk kanotist.
Han tog OS-silver i C-1 500 meter i samband med de olympiska kanottävlingarna 1988 i Seoul.
Han tog OS-silver igen på samma distans i samband med de olympiska kanottävlingarna 1992 i Barcelona.